# تل الکبیر
تل الکبیر شهر و شهرستانی در استان اسماعیلیه مصر است. جمعیت این شهرستان ۳۶۳۹۳۰۴ نفر است.